# Рысь (аллюр)

Рысь

Рысь — аллюр, при котором животное поочерёдно переставляет пары ног, расположенных по диагонали. Скорость средняя — быстрее шага, но медленнее галопа. Однако специально натренированные лошади — рысаки — могут на рыси обогнать некоторых лошадей, идущих галопом.
По скорости рысь подразделяют на собранную (сокращенную), среднюю, прибавленную.
По посадке всадника рысь разделяют на учебную и строевую (облегченную).

## Этимология
Русское слово рысь (в значении «ры́сью, рысцо́й») восходит к древнерусскому *ристію. В словообразовательном плане это производное от *ристать (старорусское — «двигаться, бегать, скакать, ездить»): -ры- возникло как диалектическое развитие -ри-.